# المجلس القومي لحقوق الإنسان (مصر)
المجلس القومي لحقوق الإنسان (NCHR) هو منظمة مصرية لحقوق الإنسان تأسست عام 2003 بهدف تعزيز وصيانة حقوق الإنسان في مصر. ترأس المجلس القومي لحقوق الإنسان سابقاً الأمين العام للأمم المتحدة الأسبق بطرس بطرس غالي، الذي شغل منصب رئيس المجلس منذ تأسيسه. يُصدر المجلس القومي لحقوق الإنسان تقارير سنوية تخص وضع حقوق الإنسان في مصر.
وعلى الرغم من ادعاء المجلس القومي لحقوق الإنسان أنه يمارس عمله كجهة مستقلة، تتشكك المنظمات الأخرى مثل معهد القاهرة لدراسات حقوق الإنسان، في هذا بسبب تبعية المجلس القومي لحقوق الإنسان لمجلس الشورى ودور الحكومة في اختيار أعضاء المجلس. في التقرير الصادر في 2009 عن حقوق الإنسان في مصر، وصفت وزارة الخارجية الأمريكية المجلس القومي لحقوق الإنسان بأنه "شركة استشارية تابعة لمجلس الشورى"، ولكنها مع هذا اعترفت بأن التقرير السنوي الصادر عن المجلس القومي لحقوق الإنسان عام 2008/2009 قد سلط الضوء على انتهاكات الحكومة المصرية لحقوق الإنسان، مثل فرض حالة الطوارئ، وسوء معاملة المواطنين المعتقلين وضعف قوانين مكافحة الإرهاب والقيود المفروضة على الأحزاب السياسية والمنظمات غير الحكومية.
وفي 2007، اتهم المجلس القومي لحقوق الإنسان الحكومة المصرية بارتكاب تزوير اثناء الاستفتاء الوطني. فمع قيام جماعات المعارضة المصرية بدعوة المصريين لمقاطعة الاستفتاء، ذكر المجلس القومي لحقوق الإنسان أن الحكومة المصرية أجبرت العاملين في القطاع العام على الإدلاء بأصواتهم وقيدت وصول المراقبين إلى مراكز الاقتراع. وذكرت الحكومة المصرية أن 75.9% صوّتوا لصالح التعديلات الدستورية على الرغم من أن 27% فقط من الناخبين هم من شاركوا في الاستفتاء.
في 2008، أجرى المركز القومي لحقوق الإنسان تحقيقًا في الحوادث التي وقعت في دير أبو فانا وأصدر تقريرًا سلط فيه الضوء على الحادث وركز على تزايد العنف الطائفي في مصر.
وفي أعقاب الإطاحة بالرئيس السابق حسني مبارك، أظهرت اللجنة التي نظمها المجلس مسؤولية مبارك ووزير داخليته الأسبق حبيب العادلي، وآخرين من الحزب الوطني الديموقراطي عن قتل المتظاهرين السلميين أثناء الثورة التي سبقت تنحي مبارك. إلا أن هذا التقرير قوبل بانتقادات من هؤلاء الذين يرون وجوب تحميل مبارك المسؤولية الجنائية بالإضافة إلى مسؤوليته السياسية عن أعمال العنف التي وقعت ضد المتظاهرين.
في سبتمبر من عام 2012، أعلن مجلس الشورى عن تعيين 27 عضوًا جديدًا في المجلس القومي لحقوق الإنسان، ومن بين المعينين حسام الغرياني كرئيس للمجلس وعبد الغفار شكر نائبًا له. أما بقية الأعضاء الجدد المعينين فهم: أحمد سيف الإسلام وأحمد حرارة و أميرة أبو الفتوح وإيهاب الخراط وحنا جرجس وصفوت حجازي وطارق معوض وطلعت مرزوق وعبد الخالق فاروق وعبد الله الأشعل وعبد الله بدران وعبد المنعم عبد المقصود ومحمد البلتاجي ومحمد عزب ومحمد زراع وفهمي الدماطي ومحمود غزلان ومنى مكرم عبيد وهاني عبد العال وهدى عبد المنعم ووائل خليل ووجدي العربي ومحمد طوسون.
بعد عزل الرئيس محمد مرسي عام 2013، حلت الحكومة الانتقالية مجلس الشورى والمجلس القومي لحقوق الإنسان وتم تشكيل مجلس جديد برئاسة محمد فائق أحد مؤسسي المنظمة العربية لحقوق الإنسان ووزير سابق من الحقبة الناصرية تعرض للاعتقال في عهد السادات. يشغل السياسي اليساري عبد الغفار شكر منصب نائب رئيس المجلس بينما يشغل السفير مخلص قطب منصب الأمين العام.
ويشمل التشكيل المجلس القومي الحالي رموز حقوقية وسياسية مصرية متنوعة من بينها:
- حافظ أبو سعدة - رئيس المنظمة المصرية لحقوق الإنسان
- محسن عوض - عضو مجلس اماناء المنظمة العربية لحقوق الإنسان
- صلاح سلام - نائب رئيس جامعة سيناء و نقيب اطباء شمال سيناء
- منى ذو الفقار - محامية وسيدة أعمال
- جورج إسحاق - ناشط سياسي ومؤسس حركة كفاية
- راجية عمران - محامية حقوقية
- جمال فهمي - صحفي
- أحمد حجاج - سفير مصري سابق وامين عام مساعد منظمة الوحدة الإفريقية سابقا
- أحمد أبو الوفا - أستاذ قانون دولي
- ناصر أمين - محامي حقوقي
- كمال الهلباوي - قيادي سابق بجماعة الإخوان المسلمين
- مختار نوح - برلماني سابق وقيادي سابق بجماعة الإخوان المسلمين
- منال الطيبي - ناشطة نوبية
- محمد إحسان عبد القدوس - كاتب
- كمال عباس - المنسق العام لمركز الخدمات النقابية والعمالية
- محمد عبد العزيز - أحد مؤسسي حركة تمرد
- سمير مرقص - مساعد رئيس الجمهورية سابقا
- محمود كارم - سفير مصر السابق لدي الإتحاد الأوروبي
- نيفين مسعد - كاتبة
- ياسر عبد العزيز - إعلامي وكاتب
- منصف نجيب سليمان- عضو المجلس الملي التابع للكنيسة القبطية